# Delia robustiseta
Delia robustiseta är en tvåvingeart som beskrevs av Judin 1974. Delia robustiseta ingår i släktet Delia och familjen blomsterflugor. Inga underarter finns listade i Catalogue of Life.